# Hồ Hưng Dật

Hồ Hưng Dật (胡興逸, 907 -?) là thái thú Diễn Châu đời Hậu Hán. Ông là tổ tiên của Hồ Quý Ly - vị vua khai quốc của vương triều Hồ.

## Thân thế và sự nghiệp
Theo Đại Việt sử ký toàn thư, Hồ Hưng Dật vốn quê gốc ở Chiết Giang (Trung Quốc), sinh năm 907 (Đinh Mão). Ông sống vào thời đại tương đương với Dương Tam Kha của Việt Nam. Ông sang làm thái thú Diễn Châu, sau sống ở hương Đào Bột (nay là xã Quỳnh Lâm, tỉnh Nghệ An) rồi làm trại chủ tại đây.
Hồ Hưng Dật, nguyên tổ họ Hồ Việt Nam, theo Đại Việt sử ký toàn thư, cũng như Việt Nam sử lược của Trần Trọng Kim: người Chiết Giang, đỗ Trạng nguyên thời Hậu Hán (947 - 951) nằm trong thời Ngũ đại (906 - 960), là giai đoạn tan rã lần thứ hai của chế độ quân chủ Trung Quốc. Hậu Hán chỉ kéo dài 4 năm với hai đời vua là Hậu Hán đế Lưu Trí Viễn và Hán Ẩn đế Lưu Thừa Hữu (theo gia phả do tiến sĩ hồ Sĩ Dương biên soạn). Chính sách của Hậu Hán rất tàn bạo: triều đình ban lệnh kẻ nào lén giữ một tấc da bò, không nôp hết cho triều đình thì bị xử tử. Vì vậy dân chúng trốn thuế và lánh đi. Hồ Hưng Dật đã nam tiến ngay sau khi đỗ Trạng nguyên, sang Giao Châu, chính sau cuộc cướp quyền của Dương Tam Kha (945 - 950) và đối đầu với cuộc nổi loạn Thập nhị sứ quân (945 - 967). Ông tìm nơi lánh nạn và kiếm kế sinh sống tại hương Bào Đột (xã Ngọc Sơn, huyện Quỳnh Lưu, Nghệ An).
Đến Hoan Châu, ông quen với Đinh Công Trứ, thân sinh Đinh Bộ Lĩnh. Khi Đinh Bộ Lĩnh dấy quân dẹp loạn 12 sứ quân, có đến gặp ông, thăm dò xem ông có tham gia dấy quân không. Ông có góp ý với Đinh Bộ Lĩnh về kế hoạch dẹp loạn sứ quân. Còn việc tham gia dấy binh thì ông thổ lộ với Đinh Bộ Lĩnh là mới lưu lạc đến đây, chỉ xin “vạn đại vi dân” (theo Hồ tộc phả ký của Hồ Sĩ Phôi). Thế là sau một cuộc Nam tiến từ đất Chiết Giang xưa là Ngô Việt nằm trong địa bàn Bách Việt, để tránh Hán hoá, ông đã đến xứ sở Lạc Việt, hoà nhập với cộng đồng. Sách cũ còn ghi triết lý “phúc bất năng hưởng tận” của ông để con cháu đời đời chia sẻ với cộng đồng niềm vui, hạnh phúc. Hơn một nghìn năm từ khi nguyên tổ Hồ Hưng Dật định vị ở Giao Châu, con cháu họ Hồ (đến nay hơn 40 đời) đã tiếp thu giáo huấn của nguyên tổ, phấn đấu làm tròn nhiệm vụ công dân nước Việt trên tất cả các mặt văn trị, võ công, kinh bang tế thế.
Đền thờ nguyên tổ họ Hồ được các vua Hồ (Hồ Quý Ly, Hồ Hán Thương) xây cất ở nơi ông lập nghiệp (hương Bào Đột) vào năm Quý Mùi (1403) niên hiệu Khai Đại thứ nhất. Đây là một ngôi đền lớn với kiến trúc Trần Hồ, chẳng những là di sản văn hoá có giá trị của Nghệ An, mà của cả nước. Do không thấy hết giá trị của đền nên đền không được bảo vệ. Ngày nay, con cháu họ Hồ - cùng với sự giúp đỡ của chính quyền địa phương - đang có kế hoạch tái tạo lại một phần để tưởng niệm nguyên tổ Hồ Hưng Dật đã sản sinh nhiều nhân vật cho đất nước suốt trường kì lịch sử từ thế kỷ thứ X cho đến nay. Sự hiểu biết về nguyên tổ họ Hồ Việt Nam chưa nhiều, nhưng những nét cơ bản đã được Quốc sử khẳng định. 
Gần đây trong bài “Nhớ Nguyễn Xuân Phầu” ông Ngô Đức Tiến đã viết: “Khi Trạng nguyên Hồ Hưng Dật được cử sang làm Thái thú ở Châu Diễn năm 627, đã chọn Khe Sừng Quỳ Lăng làm châu trị của châu Diễn là có làng Quì Lăng…”. Chúng tôi không rõ ông Tiến đã dựa vào sử liệu nào mà viết như thế. Năm 627 là thuộc đời Đường Thái Tông Lý Thế Dân (626 - 649). Trong khi đó, quốc sử ghi Hồ Hưng Dật sang Giao Châu thời Hậu Hán - Ngũ Đại (947 - 951). Chả nhẽ ông sang Việt Nam trước khi ông ra đời khoảng 300 năm! Theo Vân Đài loại ngữ thì thế kỷ thứ 7, thứ 8, Quỳ Lăng là trị sở châu Diễn, qua nhiều triều, trị sở châu Diễn lúc ở Quì Lăng, lúc ở Đường Khê, lúc ở Thành Trài, lúc ở Diễn Thành. Giữa thế kỷ thứ X, Hồ Hưng Dật mới sang Giao Châu khi mà Ngô Quyền đã dành độc lập sau 1000 năm Bắc thuộc. Chả nhẽ bấy giờ ông lại làm Thái thú đô hộ châu Diễn ư?
Có người còn bào Đình Sừng là nơi ở, nơi làm việc của Hồ Hưng Dật và đề nghị xem đó là đền thờ nguyên tổ họ Hồ. Thật ra, tại đây còn có dòng chữ ghi rõ: “Tân Phúc đình, Quì Lăng xã, lý tác Hoàng triều Duy Tân” (đình Tân Phúc, xã Quì Lăng làm vào đời vua Duy Tân). Chúng tôi nghĩ rằng nếu có cứ liệu ghi rõ trên bước đường tìm nơi cư trú lập nghiệp, có thời gian Hồ Hưng Dật cư trú tại Quì Lăng thì con cháu đặt hương án tưởng niệm cụ tại đó là việc làm bình thường (cũng như sau này đối với tổ Hồ Hồng, ngoài nhà thờ ở Quỳnh Đôi, còn có nhà thờ ông ở Huế, ở Đà Nẵng - Quảng Nam). Còn nhà thờ chính của nguyên tổ họ Hồ Việt Nam - Hồ Hưng Dật là ở hương Bào Đột xã Ngọc Sơn, huyện Quỳnh Lưu tỉnh Nghệ An.